# 121481 Reganhoward
121481 Reganhoward este o planetă minoră (asteroid) din centura de asteroizi. A fost descoperită pe 4 octombrie 1999 la Catalina Station⁠(d) de Catalina Sky Survey. 
Obiectul prezintă o orbită caracterizată de o semiaxă mare de 2,7630210652946 UAi, o excentricitate de 0,05, o înclinație de 7 ° în raport cu ecliptica.